# Marc de Hemptinne
Marc de Hemptinne (Gent, 6 april 1902 − 1 april 1986) was een Belgisch natuurkundige.
Marc de Hemptinne was de zoon van Alexandre de Hemptinne, zelf hoogleraar scheikunde aan de Katholieke Universiteit Leuven. Marc studeerde voor burgerlijk ingenieur in de scheikunde aan de Rijksuniversiteit Gent en behaalde in 1926 een doctoraat in de wetenschappen. Vanaf 1929 was hij verbonden aan Katholieke Universiteit Leuven.
De Hemptinne was een pionier van de molecuulspectroscopie en verrichtte baanbrekend werk in het zoeken naar isotopen van waterstof en koolstof. Dit onderzoek leverde hem in 1948 de Francquiprijs op.
Na de oorlog stond hij aan het hoofd van de onderzoeksgroep die in Heverlee een cyclotron in gebruik neemt.  Tussen 1954 en 1963 was hij lid van de Raad van Bestuur en van 1957 tot 1963 voorzitter van het studiecentrum voor kenenergie in Mol.
In 1972 ging de Hemptinne met emeritaat.
Hij is de vader van drie hoogleraren:
- Graaf Xavier de Hemptinne (1932-2012)
- Jhr. Alex de Hemptinne (1937)
- Graaf Bernard de Hemptinne (1944)